# Bercsényi Miklós (tábornok)
Székesi gróf Bercsényi Miklós (1633 – Buda, 1689. június) tábornok, Dunán inneni helyettes főkapitány, a Bercsényi család sarja.

## Élete
Bercsényi Imre báró és Lugossy Borbála negyedik, legifjabb gyermeke. 1657-ben II. Rákóczy György erdélyi fejedelem kísérője volt a lengyelországi hadjáratában. A fejedelem 1660-as eleste után I. Lipótnak ajánlotta fel szolgálatait, ő elfogadta azt, majd Érsekújvár védelmére küldte Bercsényit. 1683 nyarán a morva határig nyomult előre seregeivel. 1686-ban királyi tábornokká léptették elő, majd 1687. szeptember 14-én I. Lipót király grófi címet adományozott neki.

## Családja
1664-ben vette nőül Maria Elisabeth Katharina von Rechberg bárónőt (?–1684), akitől egyetlen gyermeke született:
- Bercsényi Miklós (1665–1725) kuruc főgenerális